# Zygodon apiculatus
Zygodon apiculatus là một loài rêu trong họ Orthotrichaceae. Loài này được Redf. mô tả khoa học đầu tiên năm 1967.